# Gregorio de Laferrere (Buenos Aires)
Gregorio de Laferrere es una localidad del partido de La Matanza, en la provincia de Buenos Aires, Argentina. Forma parte del aglomerado urbano del Gran Buenos Aires, también conocido como AMBA, y se encuentra ubicada a 13 km de su acceso más cercano a la Ciudad Autónoma de Buenos Aires, accediendo vía la Autopista Teniente General Pablo Ricchieri.
Con 248 362 habitantes según el censo de 2010, es la localidad más poblada del partido y una de las más pobladas del conurbano bonaerense. Se encuentra a 24 km del centro de la Ciudad de Buenos Aires.
La ciudad ocupa 23,7 km². El epicentro de la ciudad se encuentra del lado norte de la estación de FF.CC., y cuenta con una delegación municipal, dos comisarías y la sede del Aeroclub Argentino, considerado iniciador de la actividad en la Argentina. El trazado de la ciudad es un cuadriculado (damero) solamente cortado por dos diagonales.

## Historia
Gregorio de Laferrere fue fundada el 4 de mayo de 1911.
Don Pedro Luro, Honorio Luque y Gregorio de Laferrere, solicitan al Gobierno de la Provincia de Buenos Aires la aprobación de las pruebas de agua y topografía para fundar un pueblo en el "km 24,700" del entonces Ferrocarril Buenos Aires, actual Línea Belgrano sur, según consta en el expediente 320, letra L del año 1911, donde se anuncia que se han presentado "...para pedir autorización para fundar un pueblo en los terrenos situados en el partido de La Matanza,... alrededor de la estación km 24,700 de la línea férrea de Buenos Aires..." y se manifiesta que "...nos proponemos dar al pueblo el nombre de Gregorio de Laferrere, eso a título especialmente de ser el propuesto de la estación del ferrocarril que la estación rodeara...". El proyecto de la urbanización lo realizó el agrimensor Sr. J. A. Carvalho, y el 13 de mayo el Poder Ejecutivo Provincial resuelve aprobar los planos presentados, la aprobación es refrendada por el gobernador de la Provincia de Buenos Aires, José Inocencio Arias, y el ministro de Obras Públicas de la Provincia, Tomás Sojo. En 1912, la empresa formada por Luro, Luque y Laferrere, comienza a erigir la ciudad sobre el terreno comprado a Don Adolfo Schickedant, compuesto de 200 ha que habían pertenecido a Don Pablo Bangurria. En el mes de febrero, se firma el contrato para la construcción de 100 chalets que servirán de base a la formación del nuevo pueblo, en este proyecto están comprendidos los servicios de luz, gas, agua corriente y teléfonos. Estas edificaciones se harán, según consta en el expediente anteriormente mencionado, sobre "... dos fracciones de campo separadas entre sí por la vía de la Compañía General de Ferrocarriles de la Provincia de Buenos Aires, la fracción que da al N.O. de la vía...al N.E. calle por medio con Juan Estrogamon lindando también calle en medio con la Compañía de Tranwais de Buenos Aires y con el terreno de Adolfo Schickedant y la vía y el otro sector por la vía, calle por medio con Estrogamon, Compañía de Tranwais, Schickedant y vía férrea...". En 1913 ya se encuentran construidos totalmente 20 chalets, que son vendidos en subasta pública. 
El 12 de marzo de 1913, el ferrocarril impone el nombre de Laferrere a la parada 24,700 del ramal Buenos Aires - González Catán. Debido a los factores económicos provocados por la Primera Guerra Mundial, sumados a la muerte de uno de sus fundadores, el progreso de la ciudad se detiene y la ciudad queda prácticamente olvidada. En el año 1922 abre sus puertas la primera escuela (Justo José de Urquiza), la n.º 19 del Partido; en 1923 se establece el primer destacamento policial donde cumplen servicios un cabo y un agente. Así en 1930, en la ciudad podían apreciarse estas características: el agua se encontraba a solo 1,35 m de profundidad, la cantidad de ganado se distribuía de la siguiente manera, 8000 bovinos, 300 ovinos, 75 porcinos y 200 yeguarizos; en esta época la población trepaba a 600 habitantes aproximadamente. 
En el año 1949, la firma Perales realiza el primer remate de tierras; dos años después se coloca la piedra fundamental de la iglesia, ya que hasta el momento las misas se oficiaban en las instalaciones de la escuela. Se calcula que en ese momento llegan a la ciudad aproximadamente 100 nuevos habitantes propietarios por día. Cuatro años después, la firma Rocco y Valenti realiza un remate de 2500 lotes, de los cuales el 80 % se vende en menos de un año. El primer día de julio de 1956, llega a la ciudad el primer cura párroco, Leonardo Benjamín López May, y el Día de la Independencia del mismo año se funda el Club Social y Cultural Deportivo Laferrere, institución deportiva de gran importancia en la ciudad y sus alrededores, ya que posee equipo de fútbol profesional desempeñándose en una de las ligas oficiales del país. Es durante esta década que se produce un desarrollo vertiginoso de la ciudad. El progreso es lento pero constante, lo cual conduce a que se declarada ciudad en el año 1973. 
Entre los diversos proyectos de subdivisión del partido de La Matanza, se ha pedido que Gregorio de Laferrere fuese un partido separado, que incluiría también a Isidro Casanova Norte y a Rafael Castillo.

### Evolución de los límites
En 1913 los límites son los que constan en el expediente n.º 320 letra L de 1911, citado anteriormente. Recién en el año 1936, mediante la ordenanza n.º 385, firmada por Medone, Catello, Planisi y Don Agustín D'Elia, se dan los primeros límites legales a la zona de la localidad y son los siguientes: "El radio urbano del pueblo de Laferrere será el comprendido dentro del perímetro de las calles: Pellegrini, Guido Spano, Estanislao del Campo y Camino a González Catán..."; en el año 1955 la ordenanza 1752 fija los límites de la siguiente manera: "...Laferrere limitada por Carlos Casares, Ciudad Evita, Río Matanza, Pedro Calderón de la Barca, Felipe Llavallol, Estanislao del Campo, fraccionamiento.

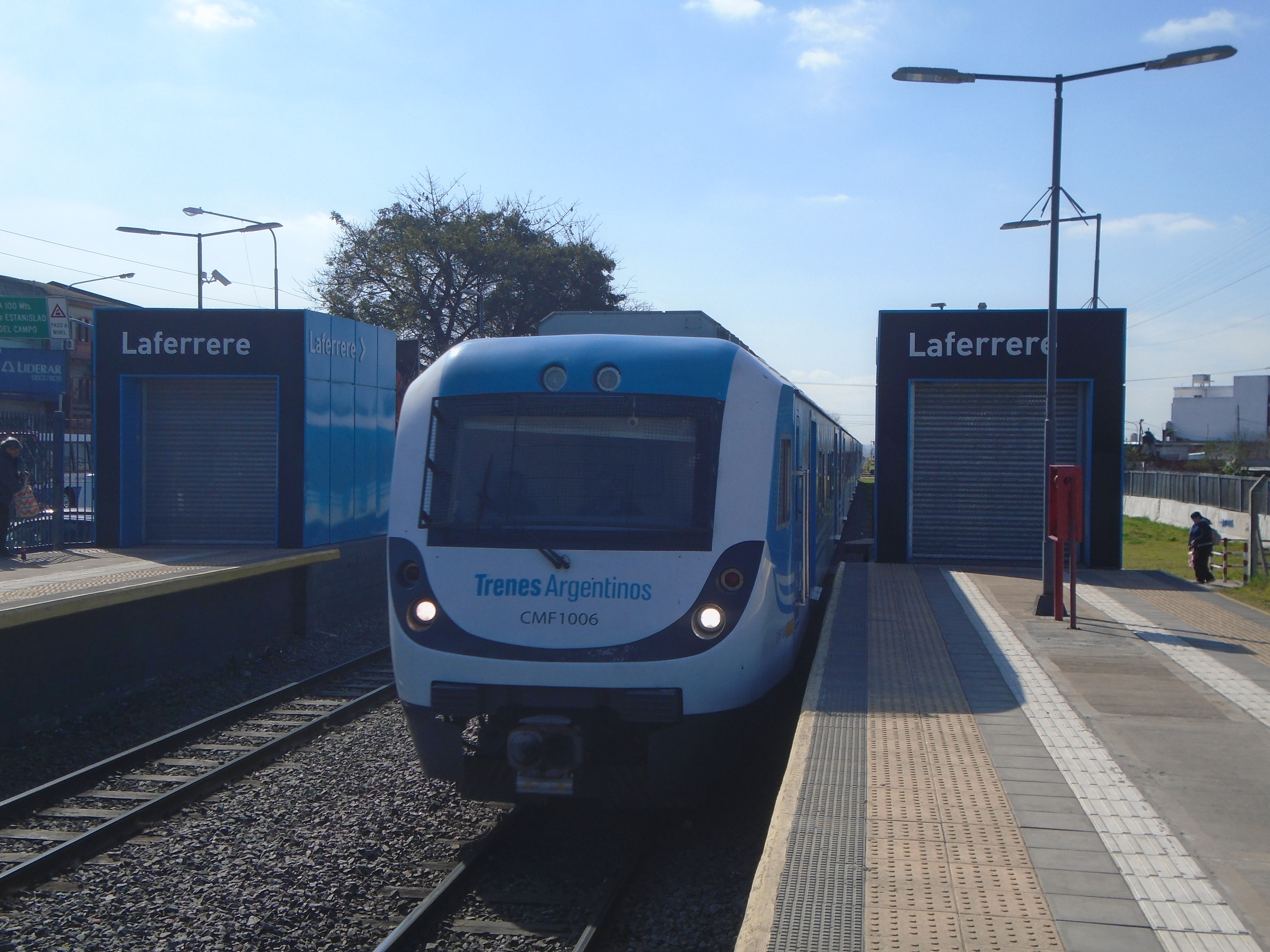
Estación Laferrere del Ferrocarril Belgrano Sur, inaugurada el 12 de marzo de 1913 por la Compañía General de Ferrocarriles en la Provincia de Buenos Aires.

### Cronología
- 1922 - se inaugura la primera escuela, la n.º 19 (Justo José de Urquiza)
- 1923 - abre el primer destacamento policial
- 1930 - la población alcanza los 600 habitantes
- 1949 - acelerado crecimiento de la ciudad, comenzando con el primer remate de tierras en la ciudad
- 1951 - obras de construcción del primer templo católico local, y hay estimaciones de que llegaban al pueblo aproximadamente 100 nuevos habitantes por día
- 1956 - el 9 de julio se funda el Club Social y Cultural Deportivo Laferrere.
- 1958 - apertura del primer colegio primario privado, el Instituto Parroquial Cristo Rey, a cargo de Monseñor López May. En ese mismo año Apertura el viejo cine de la localidad de Gregorio de Laferrere que estuvo ubicado en Echeverría 6160. Ir a ese cine barrial era lo cotidiano, y un lugar percibido como propio por vecinos, pues era lugar de entretenimiento y encuentro. Su nombre, Cine Gran Laferrere, ya indicaba que sería construido para estar a la altura de los grandes cines de la época. En 1958 y con aportes privados empezó la construcción.  Sus fundadores -tres al principio- Ángel Antonio Solomita, Severino Núñez Cores y Manuel García Castro, lo diseñaron para acercar a la comunidad el arte y el lenguaje cinematográfico y la cultura nacional.  Ni la tormenta que en plena construcción derribó paredes, impidió que la construcción avanzara. Hoy los hijos de Cores y Castro como propietarios actuales lo dan en alquiler a una institución religiosa. Previamente había funcionado como salón bailable, razón por la cual se retiraron las 640 butacas de cuero verde que fueron donadas a diversas instituciones.  El día de la inauguración estuvo presente la madrina del proyecto, la actriz y cantante Tita Merello, quien tuviera una casa quinta a metros del lugar. La primera película proyectada había sido “He nacido en Buenos Aires”. Todos los días se pasaban tres películas argentinas, aunque hubo momentos de gran suceso popular con 7 proyecciones diarias como pasó con “El Santo de la Espada”, vista especialmente por alumnos de escuelas cercanas. Todavía hay gente que recuerda que aquel sitio era una buena opción para el encuentro  mágico de una función de cine, y lugar de referencia para familias, amigos y estudiantes
- 1970 - la ciudad alcanza cerca de 70.000 habitantes
- 1973 - el 18 de septiembre Gregorio de Laferrere es denominada ciudad por la Legislatura de la provincia de Buenos Aires (Ley N.º 8100)
- 2000 - el 25 de noviembre es creada la diócesis de Gregorio de Laferrere como una escisión de la diócesis de San Justo; la nueva diócesis ocupa dos tercios del partido de La Matanza y la totalidad del partido de Cañuelas
- 2021/23 - durante este período se hicieron varias obras, entre ellas, tres bajos túneles y una peatonal que abarca el centro de la ciudad, para la modernización de Gregorio de Laferrere.

## Toponimia
El nombre de la ciudad se debe al escritor y político argentino Gregorio de Laferrere, quien fue uno de los que propuso la creación del poblado.

## Geografía

### Población
Laferrere cuenta con 253,993 habitantes según el último censo realizado en el año 2022 175,670 habitantes (Indec, 2022),. La densidad de población alcanza los 10,466.16 hab./km². Es la localidad con más habitantes del partido.

### Barrios
- Juan Grande
- El Mirador
- El Cencerro
- Jorge Newbery
- Villa Unión
- Villa adriana
- Fecoovima
- La Juanita
- Villa Scasso
- Cooplabor
- La Gabita
- Giardino
- El Cajón
- La Lucero
- Altos de Laferrere
- El Entubado
- La Liga
- Juan Domingo Perón
- Barrio Luján
- Don Juan
- Loma de los Ingleses
- San Cayetano
- Spiro
- La Loma
- Villa Mosquito
- La Palangana
- Eva Duarte
- El 24
- La Gavilán
- Los Gómez
- Arco Iris

## Religión

### Parroquias de la Iglesia católica en Gregorio de Laferrere

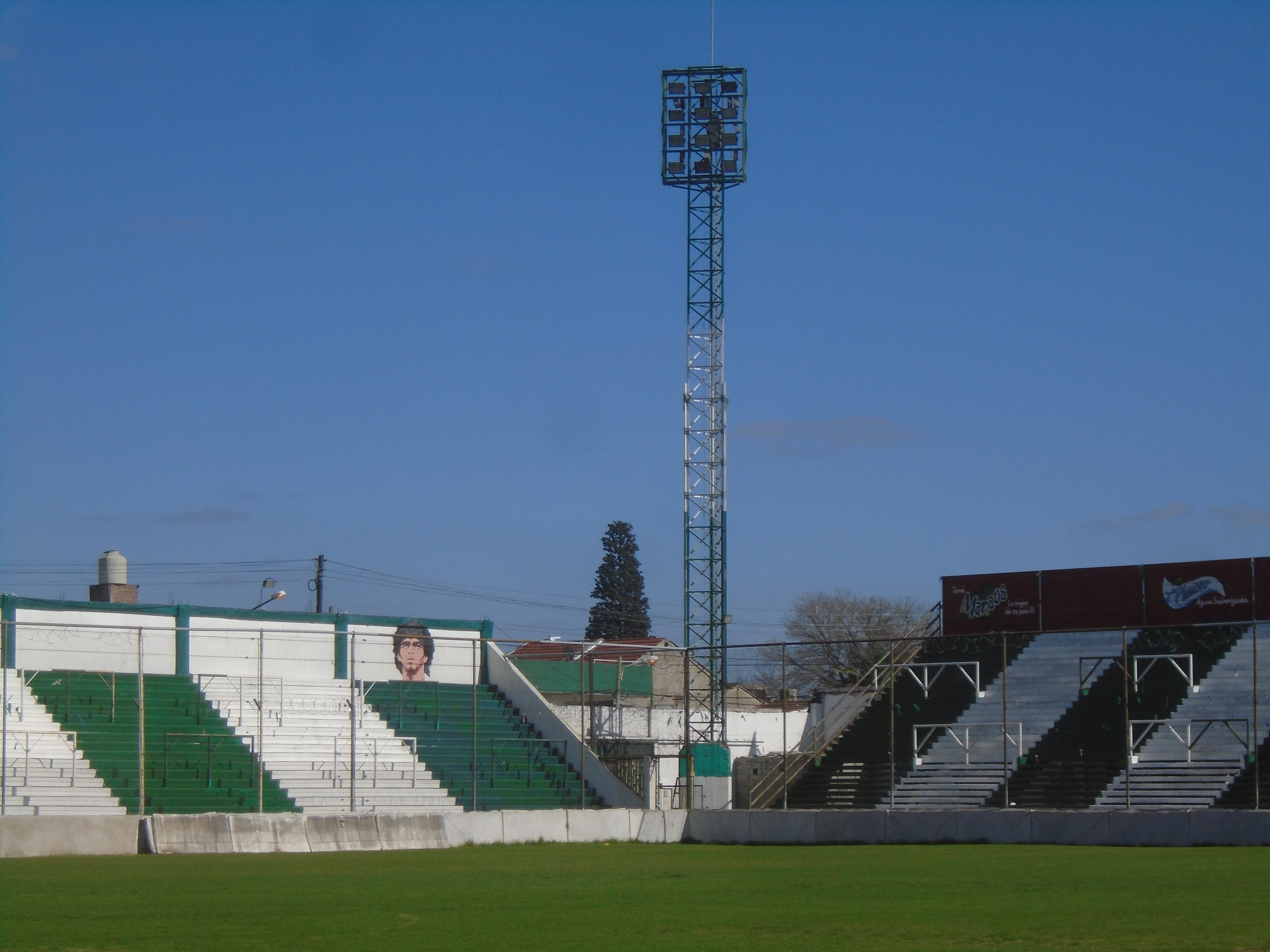
Estadio Ciudad de Laferrere.

| Diócesis   | Gregorio de Laferrère |
| ---------- | --- |
| Parroquias | Catedral Cristo Rey, Nuestra Señora de Luján, San Ignacio de Loyola, San Cayetano, Nuestra Señora de la Paz, Santa Teresita del Niño Jesús, Sagrado Corazón de Jesús, San Expedito |

## Deportes
Deportivo Laferrere es el club de fútbol local, que a su vez, compite en la tercera categoría del fútbol argentino (Primera B) que involucra a los clubes directamente afiliados a la Asociación del Fútbol Argentino. Disputa sus encuentros de localía en el Estadio Ciudad de Laferrere que cuenta con un aforo de 10 000 espectadores.

## Personalidades destacadas
- José Luis Sanchez (futbolista)